# Anita Hassanandani
Anita Hassanandani (sinh ngày 14 tháng 4 năm 1981), còn được gọi là Natasha, là một người mẫu Ấn Độ, nữ diễn viên điện ảnh và truyền hình.

## Nghề nghiệp
Hassanandani nổi tiếng với vai diễn trong Balaji Telefilms và cũng đã diễn xuất trong các bộ phim tiếng Tamil, Hindi, Kannada và tiếng Telugu. Sau thành công với tư cách là người mẫu cho EverYuth, Sunsilk, Boroplus và các nhãn hiệu khác, cô đã xuất hiện lần đầu trên màn hình truyền hình trong xà phòng ban ngày của Ekta Kapoor Kabhii Sautan Kabhii Sahelii. Cô đã ra mắt bộ phim tiếng Hindi của mình với bộ phim kinh dị năm 2003 Kucch To Hai do Balaji Telefilms sản xuất. Sau đó, cô làm việc cho Balaji Telefilms một lần nữa trong các bộ phim Krishna Cottage, một phim kinh dị siêu nhiên; và Koi Aap Sa. Cô cũng tham gia chương trình truyền hình Kavyanjali, vào vai nhân vật chính Anjali, một cô gái thuộc tầng lớp trung lưu kết hôn với gia đình của một ông trùm kinh doanh. Ngoài những màn trình diễn trên màn ảnh và phim truyền hình Bollywood chính thống, cô còn làm việc trong một số bộ phim Nam Ấn bao gồm 'Nenupelliki sẵn sàng' và 'băng đảng Thotti'. 'Nuvvu Nothy' là một bộ phim tiếng Yor; Sau đó, bộ phim được làm lại với cái tên Yeh Dil trong tiếng Hindi với anh trai của Ekta Kapoor là Tusshar Kapoor.

## Sự nghiệp điện ảnh

### Television
- Kavyanjali: Anjali Nanda/Anjum Salve
- Kabhii Sautan Kabhii Sahelii: Tanushree
- Kayamath: Swati
- Kyunki Saas Bhi Kabhi Bahu Thi: Sanchi
- Kya Dill Mein Hai: Tapur
- Kahaani Hamaaray Mahaabhaarat Ki: Draupadi/Panchali
- Kasamh Se: Herself
- Fear Factor - Khatron Ke Khiladi: Herself
- Dancing Queen (TV series): Herself
- Comedy Circus ka Jadoo: Host
- Anhoniyon ka Andhera:Anahita Mallik

### Hindi cinema
- Kucch To Hai: Natasha/Tasha
- Yeh Dil: Vasu Yadav
- Krishna Cottage: Shanti
- Silsiilay: Priya
- Taal - Special Appearance (song Ishq Bina)
- Koi Aap Sa: Simi/Simran
- Just Married: Bride
- Ek Se Bure Do: Payal
- Benny and Babloo
- Dus Kahaniyan: Simran (Segment "Gubbare")

#### Telugu cinema
- Nenunnanu — Special Appearance in a song (Nagarjuna, Shriya, Arti Agarwal) 2004
- Nenupelliki Ready (Srikanth, Anita, Laya, Sangeeta, and Vidya)2003
- Ninne Istapaddanu (Tarun, Anita, and Sree Devi) 2003
- Thotti Gang (Naresh, Anita, Sunil, Prabhudeva, Gajala) 2002
- Sreeram (Uday Kiran, Anita, Asish Vidyarthi, Sudha) 2002
- Nuvvu Nenu (Uday Kiran, Anita, Tanikella Bharani, MS Narayana) 2001
- Bhavani (remake of Hindi Super hit Vaastav)

#### Tamil cinema
- Samurai (Vikram, Anita, Jayaseel)
- Varushamellaam Vasantham (Manoj, Anita Nalini)
- Sukran (Vijay, Ravi Krishna, Anita)
- Nayagan (J. K. Rithish)
- Maharaja (produced by J. Ravi, directed by T. Manoharan, Sathya, "Katradhu Thamizh" Anjali, Nassar, Anita, Karunaas, Saranya)

#### Kannada cinema
- Veera Kannadiga (Puneeth Rajkumar, Sayaji Shinde, Anita, Avinash)
- Santosha (Siddarth, Pranathi, Rajesh Krishnan, Anitha)
- Gandugali Kumararama (Shivrajkumar, Anita)
- Huduga Hudugi (Dhyan, Lekha Washington, Sadha, Anitha)

### Commercials
- EverYuth Golden Glow Peel-Off — India’s Favorite Home Facial (2008)
- Fortune Naturelle Coconut Hair Oil (with Irfan Khan) (2007)
- Moov Pain Reliever Cream (2007)
- Parle Krackjack Biscuit (2006)
- Tata Indicom Mobile Service (Photo Shoot Only) (2006)
- Santoor Soap (2010)

### Music videos
- Rang Mushki — (Punjabi Music Video) (by Harminder Chohan) Producer & Singer in October 2000))
- Tere Chehre Pe (Album — Know Me (by Nauman Khan))